# ’74 Jailbreak
'74 Jailbreak je EP australské hard rockové kapely AC/DC obsahující skladby vydané předtím jen v Austrálii. '74 Jailbreak byl vydán v roce 1984 ve Spojených státech, v Kanadě a v Japonsku. Píseň „Jailbreak“ byla také vydána jako singl a byl k ní natočen videoklip.
První skladba pochází z australské verze alba Dirty Deeds Done Dirt Cheap z roku 1976 a zbývající pocházejí z australské verze debutového alba AC/DC High Voltage z roku 1975.

## Seznam skladeb
| Seznam skladeb alba '74 Jailbreak | Seznam skladeb alba '74 Jailbreak | Seznam skladeb alba '74 Jailbreak | Seznam skladeb alba '74 Jailbreak |
| Pořadí                            | Název                             | Autor                             | Délka                             |
| --------------------------------- | --------------------------------- | --------------------------------- | --------------------------------- |
| 1.                                | Jailbreak                         | A. Young, M. Young, B. Scott.     | 4:40                              |
| 2.                                | You Ain't Got a Hold on Me        | A. Young, M. Young, B. Scott      | 3:30                              |
| 3.                                | Show Business                     | A. Young, M. Young, B. Scott      | 4:43                              |
| 4.                                | Soul Stripper                     | A. Young & M. Young               | 6:23                              |
| 5.                                | Baby, Please Don't Go             | Big Joe Williams                  | 4:50                              |
| Celková délka:                    | Celková délka:                    | Celková délka:                    | 24:06                             |

## Obsazení
- Bon Scott – zpěv
- Angus Young – kytara
- Malcolm Young – kytara, doprovodný zpěv
- George Young/Mark Evans – baskytara
- Peter Clack/Tony Currenti/Phil Rudd – bicí